# 韓務
韩务（5世纪？—518年），字道世，昌黎郡（今辽宁省朝阳市）人，南北朝北魏的军事人物。韩秀之子。
韩务起初担任中散，转任太子翊军校尉。魏孝文帝南征时，行梁州刺史杨灵珍发动叛乱，韩务作为统军，在都督李崇麾下讨伐杨灵珍。因战功升任后军长史，并被征召到孝文帝的行宫。从南征前线返回后，担任长水校尉。景明元年（500年），韩务担任假节、行肆州事，获授左中郎将、宁朔将军，代理常山郡太守。他还在征蛮都督李崇麾下担任司马，协助平定南方各民族。后来被任命为镇北府司马，又转任平北长史。他因接受贿赂遭到御史中尉李平弹劾，不过被赦免。之后担任龙骧将军、郢州刺史，向皇帝进献了七宝床和象牙席。 李旻、马道进等人杀死南梁的黄阪戍主，请求归降北魏.韩务信以为真，率领一千多名士兵前去接应。李旻等人并未前来，韩务却谎报说击败了梁军，因此被免去官职。很久后，他获授冠军将军、太中大夫，后晋升为左将军。神龟元年（518年），韩务去世。